# レジーヌ・デフォルジュ
レジーヌ・デフォルジュ（Régine Deforges、1935年8月15日 - 2014年4月3日）はフランスの小説家。

## 経歴
1935年モンモリヨン生まれ。1968年出版社「時の黄金」創設。エロティック小説発刊により告訴される。
1976年に小説家デビューし、その作品「ブランシュとリュシー」はゴンクール賞のノミネートに。のちに「青い自転車」で人気作家に。

## 単行本
- 『青い自転車』 青い自転車(1) 、青木真紀子訳、集英社、1997年11月

- 『アンリ・マルタン通り101番地』青い自転車(2)、青木真紀子訳、集英社、1997年11月
- 『悪魔は二度笑う』青い自転車(3)、青木真紀子訳、集英社、1998年1月
- 『闇のタンゴ』青い自転車(4)、青木真紀子訳、集英社、1998年3月
- 『絹の街』青い自転車(5)、青木真紀子訳、集英社、1998年5月
- 『サントクロワ修道院異変―狼を率いる王女』秋山知子訳、渓水社、2010年5月